# Dudley Herschbach
Dudley Robert Herschbach (San Jose, 18 giugno 1932) è un chimico statunitense.
Vinse nel 1986 il Premio Nobel per la chimica insieme a John Charles Polanyi e Yuan T. Lee per i loro contributi alle dinamiche dei processi chimici elementari.
È comparso anche come guest star nell'episodio "La paura fa novanta XIV" della serie animata I Simpson.